# Haytagh
Haytagh (armensk: Հայթաղ, også Romaniseret som Hayt’agh, Aytakh, and Aytag) er en by i provinsen Armavir i Armenien.